# Андрео Ло Чичеро
Андрео Ло Чичеро (енгл. Andrea Lo Cicero; 7. јул 1976) бивши је италијански рагбиста. Родио се на Сицилији, где је и почео да тренира рагби. Са Ромом је 2000. освојио титулу првака Италије. Био је на ширем списку италијанске репрезентације за светско првенство 1999. али није одиграо ни минут на том великом такмичењу. Дебитовао је против Енглеске 2000. Био је уврштен у дрим тим купа шест нација за сезону 2004. Педесети меч у дресу Италије одиграо је против Шкотске 2007. Последњи меч у дресу репрезентације Италије одиграо је 2013. у мечу купа шест нација против Ирске.